# Akana (Russie)
Akana (en russe : Акана ; iakoute : Акана ) est une localité rurale (un village) et centre administratif et l'une des deux colonies, avec Chkalov, de la commune rurale d'Akana, de l'oulous de Niourba dans la république de Sakha, en Russie. La ville est située à 70 km de Niourba, le centre administratif du raïon. Sa population au recensement de 2010 était 461, ce qui représente une baisse par rapport au recensement de 2002.